# Alburnus
Alburnus är ett släkte av fiskar som beskrevs av Rafinesque 1820. Alburnus ingår i familjen karpfiskar.

## Bildgalleri

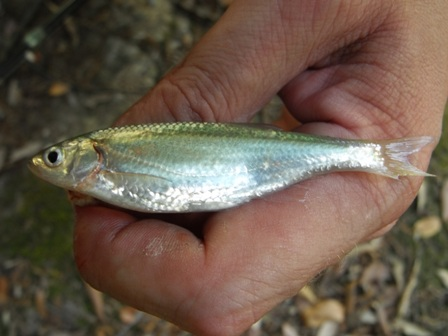
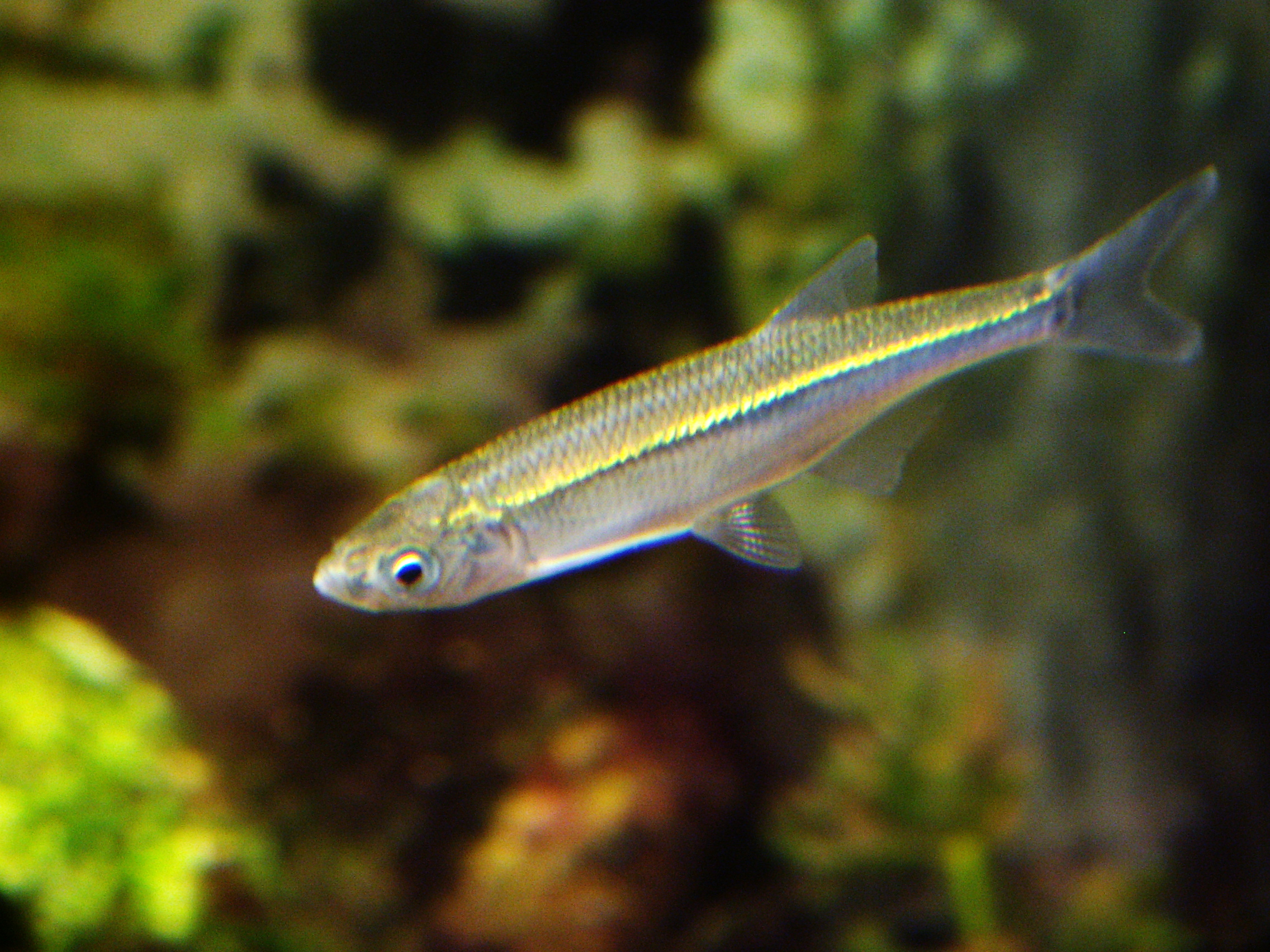
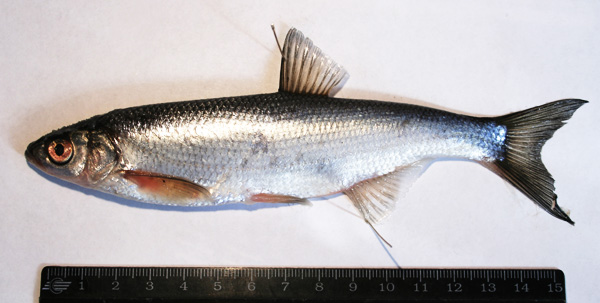
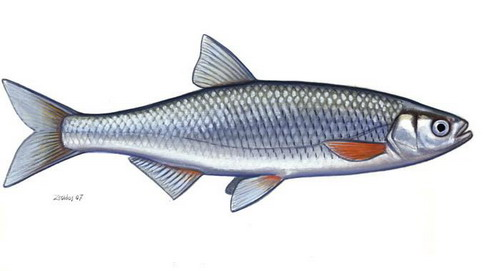
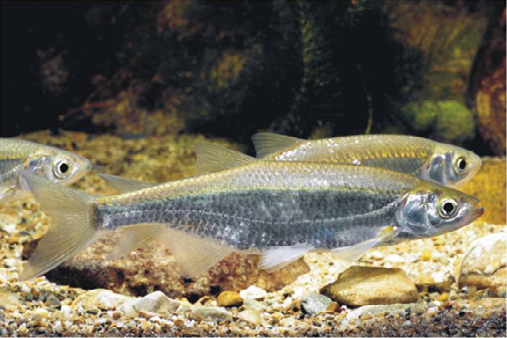
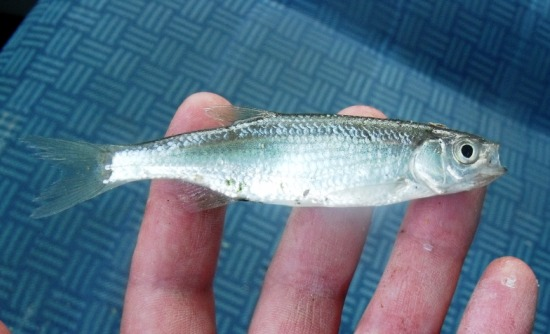

## Dottertaxa tillAlburnus, i alfabetisk ordning[1][2]
- Alburnus adanensis
- Alburnus akili
- Alburnus albidus
- Alburnus alburnus
- Alburnus arborella
- Alburnus atropatenae
- Alburnus attalus
- Alburnus baliki
- Alburnus battalgilae
- Alburnus belvica
- Alburnus caeruleus
- Alburnus carinatus
- Alburnus chalcoides
- Alburnus danubicus
- Alburnus demiri
- Alburnus derjugini
- Alburnus doriae
- Alburnus escherichii
- Alburnus filippii
- Alburnus heckeli
- Alburnus hohenackeri
- Alburnus istanbulensis
- Alburnus leobergi
- Alburnus macedonicus
- Alburnus mandrensis
- Alburnus mento
- Alburnus mentoides
- Alburnus mossulensis
- Alburnus nasreddini
- Alburnus neretvae
- Alburnus nicaeensis
- Alburnus orontis
- Alburnus qalilus
- Alburnus sarmaticus
- Alburnus schischkovi
- Alburnus scoranza
- Alburnus sellal
- Alburnus tarichi
- Alburnus thessalicus
- Alburnus vistonicus
- Alburnus volviticus
- Alburnus zagrosensis